# Kansas City Kings 1977-1978
La stagione 1977-78 dei Kansas City Kings fu la 29ª nella NBA per la franchigia.
I Kansas City Kings arrivarono quinti nella Midwest Division con un record di 31-51, non qualificandosi per i play-off.

## Roster
| N° | Naz.                   | Ruolo | Sportivo           | Anno | Alt. | Peso |
| -- | ---------------------- | ----- | ------------------ | ---- | ---- | ---- |
| 5  | Stati Uniti (bandiera) | G     | John Kuester       | 1955 | 188  | 82   |
| 10 | Stati Uniti (bandiera) | G     | Otis Birdsong      | 1955 | 191  | 86   |
| 11 | Stati Uniti (bandiera) | GA    | Bob Bigelow        | 1953 | 201  | 98   |
| 15 | Stati Uniti (bandiera) | GA    | Scott Wedman       | 1952 | 201  | 98   |
| 16 | Stati Uniti (bandiera) | C     | Tommy Burleson     | 1952 | 218  | 102  |
| 18 | Stati Uniti (bandiera) | AC    | Kevin Restani      | 1951 | 206  | 102  |
| 20 | Stati Uniti (bandiera) | G     | Glenn Hansen       | 1952 | 193  | 93   |
| 20 | Stati Uniti (bandiera) | G     | Andre McCarter     | 1953 | 191  | 86   |
| 20 | Stati Uniti (bandiera) | G     | Louie Nelson       | 1951 | 191  | 86   |
| 24 | Stati Uniti (bandiera) | GA    | Ron Boone          | 1946 | 188  | 91   |
| 31 | Stati Uniti (bandiera) | AC    | Richard Washington | 1955 | 211  | 100  |
| 42 | Stati Uniti (bandiera) | G     | Lucius Allen       | 1947 | 188  | 79   |
| 44 | Stati Uniti (bandiera) | C     | Sam Lacey          | 1948 | 208  | 107  |
| 52 | Stati Uniti (bandiera) | A     | Bill Robinzine     | 1953 | 201  | 104  |
| 55 | Stati Uniti (bandiera) | A     | Bob Nash           | 1950 | 203  | 88   |

## Staff tecnico
- Allenatori: Phil Johnson (13-24) (fino all'8 gennaio)[1], Larry Staverman (18-27)
- Vice-allenatori: Dan Sparks, Larry Staverman (dal 14 dicembre all'8 gennaio), Frank Hamblen (dal 10 gennaio)
- Preparatore atletico: Bill Jones